# Valsonectria pulchella
Valsonectria pulchella är en svampart som beskrevs av Speg. 1881. Valsonectria pulchella ingår i släktet Valsonectria, ordningen köttkärnsvampar, klassen Sordariomycetes, divisionen sporsäcksvampar och riket svampar.   Inga underarter finns listade i Catalogue of Life.